# Isador Feinstein Stone
I.F. Stone, né Isador Feinstein le 24 décembre 1907 et mort le 18 juin 1989, était un journaliste indépendant américain. Il dirigea I.F. Stone's Weekly, un hebdomadaire politique, de 1953 à 1971, dans lequel il critiqua avec virulence le maccarthysme, la guerre de Corée, la guerre du Viêt Nam ainsi que la discrimination raciale.

## Biographie
Il est enterré au cimetière de Mount Auburn à Cambridge au Massachusetts.

## Héritage
Deux médailles faisant référence à Isador Feinstein Stone sont attribuées.
Depuis 2008, The Nieman Foundation for Journalism de l'université Harvard récompense l'indépendance du journalisme en conférant la médaille appelée I.F. Stone Medal for Journalistic Independence.
La même année a été créée une récompense annuelle, The Izzy Award, par l'école de communications Roy H. Park School of Communications à New York. Cette médaille est attribuée à un média, un journaliste ou un producteur dont le travail reflète une véritable indépendance journalistique.